# Dioksini
Dioksin je razširjeno poimenovanje za družino halogeniranih organskih spojin. Skupino spojin sestavljajo poliklorni dibenzofurani (PCDF) in poliklorni dibenzodioksini (PCDD).
PCDD se akumulirajo v človeškem in živalskem maščobnem tkivu. Najnevarnejši v skupini dioksinov je TCDD. Nedavno so odkrili, da so polibromirani dibenzofurani in dibenzodioksini (klor v molekuli je zamenjan z bromom) strupene nečistoče v bromiranih retardantih za gašenje požarov, konkretno spojine polibromiranih difenil etrov.

## Kemična struktura
Osnovna struktura vseh dioksinov vsebuje dva benzenova obroča, povezana z enojnim kisikovim mostom (furani) ali dvojnim kisikovim mostom (dioksini). Klorovi atomi so pritrjeni na osnovno strukturo na  enem od osem možnih mest na molekuli. Vsa mesta, na katerih so možne vezi, so označena od 1 do 10. Obstaja 210 različnih tipov PCDD kongenerikov (pojem kongeneriki označuje spojine, ki spadajo v skupino dioksinov). Toksičnost PCDD je odvisna od števila in pozicije klorovih atomov. Samo kongeneriki, ki imajo klor na pozicijah 2,3,7 in 8 so občutno toksični. Od 210 ima samo 17 kongenerikov skupine PCDD klorove atome na položajih, ki rezultirajo v toksičnosti (po shemi International toxic equivalent (I-TEQ) scheme avtorjev NATO/CCMS).

## Toksičnost
Najbolj toksičen od kongenerikov je 2,3,7,8-tetraklorodibenzo-p-dioksin (TCDD). Ostali kongeneriki ali njihove mešanice so rangirani na intervalu od 0 do 1, kjer je 0 nenevaren, 1 pa najbolj nevaren. TCDD ima vrednost 1. Rangiranje toksičnosti po metodi od 0 do 1 se imenuje TEF (angleško Toxic Equivalence Factor).  Toksičnost  kongenerika je v veliki meri odvisna od občutljivosti življenjske oblike. Tako TEF vrednosti različne za sesalce, ribe in ptice. Na splošno se TEF za ljudi ne razlikuje mnogo od TEF za sesalce. TEF so bili razviti na podlagi obsežnih raziskav, ki so v grobem ugotavljale dvoje: oceno nevarnosti in možnost regulacije toksina. Tudi mnoge druge spojine se rangirajo po TEF, npr. PCB, ki dosegajo »le« vrednosti do 0,1.
Dioksini in ostala obstojna organska onesnažila (POPi, angleško Persistent Organic Pollutants) so predmet regulative Stockholmske konvencije. Konvencija obvezuje podpisnike, da uvedejo vse možne ukrepe za zmanjšanje vseh virov dioksina na nič, kjer pa to ni mogoče, pa na dosegljivi minimum.